# داميان بريست
داميان بريست (مواليد 26 سبتمبر 1982) هو مصارع محترف أمريكي من أصل بورتوريكي، يعمل حالياً في دبليو دبليو إي حيث يصارع في عرض راو وصاحب حقيبة Money In The Bank لسنة 2023 و صاحب لقب WWE Heavyweight Champion

## وصلات خارجية
- داميان بريست على موقع دبليو دبليو إي (الإنجليزية)
- داميان بريست على موقع CageMatch worker (الإنجليزية)
- داميان بريست على موقع قاعدة بيانات المصارعة على الإنترنت (الإنجليزية)
- داميان بريست على موقع عالم المصارعة على الإنترنت (الإنجليزية)